# Riopa (grzyby)
Riopa D.A. Reid – rodzaj grzybów z rodziny korownicowatych (Phanerochaetaceae).

## Charakterystyka
Grzyby kortycjoidalne o owocniku białym, rozpostartym z płytkimi porami, 2-5 na mm. System strzępkowy monomityczny, brak sprzążek. Strzępki cienko lub nieco grubościenne, podobne w całym owocniku, nie nabrzmiałe, w subikulum szersze (o średnicy 3–5 μm), w tramie nieco węższe (2,8–3,5 μm). W hymenium strzępki rozgałęzione baldachokształtnie. U jednego gatunku w hymenium występują cienkościenne, słabo zróżnicowane cystydy i konidia. Zarodniki zakrzywione, cylindryczne, alantoidalne, cienkościenne, średniej wielkości (4,5-6,5 × 2–3 μm).

## Systematyka i nazewnictwo
Pozycja w klasyfikacji według Index Fungorum: Phanerochaetaceae, Polyporales, Incertae sedis, Agaricomycetes, Agaricomycotina, Basidiomycota, Fungi.
Takson utworzył w 1968 r. Derek Agutter Reid. Typem nomenklatorycznym jest Riopa davidii D.A. Reid.
Gatunki:
- Riopa davidii D.A. Reid 1969
- Riopa metamorphosa (Fuckel) Miettinen & Spirin 2016
- Riopa pudens Miettinen 2016

Nazwy naukowe na podstawie Index Fungorum.
W Polsce występuje Riopa metamorphosa (podana pod nazwą Ceriporia metamorphosa).